# 釜山KCCイージス
釜山KCCイージス（プサン・ケーシーシー・イージス、朝: 부산 KCC 이지스、英: Busan KCC Egis）は、大韓民国・釜山広域市に本拠地を置くプロバスケットボールチームである。

## 歴史
古くは数々のスター選手をようして、韓国の社会人バスケットボールの名門として君臨した「現代電子バスケットボール部」を母体とし、1997年、大田広域市にて「大田現代ダイナット（テジョン・ヒョンデ・ダイナット、Daejon Hyundai Dynat、ダイナットは英語のdynamicから創られた造語)」として韓国プロバスケットボール参入。
1997-1998シーズン、1998-1999シーズンと2連覇。
2001年、現代グループの分割相続によるグループ分離で、グループ内の化学・ガラス・塗料部門の系列企業を中心として独立したKCCがチームを引き受け全州に移転、現チーム名となる。
2003-2004シーズン、原州TG三宝エクサスを倒して優勝。翌シーズンも同じ対戦でのファイナルだったが今度は原州TG三宝にリベンジされ連覇には至らなかった。
2005年より、選手時代スーパースターで韓国ではバスケットボール大統領とまで呼ばれた許載（ホ・ジェ）がヘッドコーチに就任。しかし、2006-2007シーズンは球団史上初の最下位の屈辱を味わった。しかし、このお陰でよくシーズンのドラフトで韓国バスケットボール界唯一のNBA経験者で歴代最長身長選手である河昇鎮（ハ・スンジン）を指名することに成功。チームに大きな転機をもたらした。
2008-2009シーズン、レギュラーシーズン3位ながら優勝し、4回目の優勝を達成。2010-2011年シーズンも、レギュラーシーズン3位ながら5回目の優勝を達成。2012-2013年シーズン終了時点で、KBLの最多優勝球団である。また、KBLで連覇の経験のある唯一の球団であり、レギュラーシーズン3位以下の成績から優勝した唯一の球団でもある。

## 主な所属選手
- 河昇鎮（ハ・スンジン）

## 主な歴代所属選手
- 丁海鎰
- イ・サンミン
- ソ・ジャンフン
- ソン・ジェイク
- レオ・ライオンズ